# Martín de Elizalde
Martín de Elizalde OSB (ur. 23 października 1940 w Buenos Aires) – argentyński duchowny rzymskokatolicki, w latach 1999–2015 biskup Nueve de Julio, benedyktyn.

## Życiorys
11 lutego 1961 złożył benedyktyńskie śluby zakonne. Święcenia kapłańskie przyjął 9 stycznia 1971. 6 lipca 1999 został prekonizowany biskupem Nueve de Julio. Sakrę biskupią otrzymał 14 września 1999, ingres odbył się dzień później. 1 grudnia 2015 przeszedł na emeryturę.